# Oulad Fares
Oulad Fares (àrab أولاد فارس) és una comuna rural de la província de Settat de la regió de Casablanca-Settat. Segons el cens de 2014 tenia una població total de 12.341 persones.